# Tor Jevne
Tor Jevne (21 novembre 1928 – 24 maggio 2001) è stato un calciatore norvegese.

## Carriera

### Club
Nel corso della sua carriera Jevne ha vestito la maglia dello Skeid Fotball di Oslo e del Fremad Lillehammer.

### Nazionale
Ha disputato 3 incontri con la nazionale norvegese, mettendo a segno 2 reti. Ha preso parte ai Giochi olimpici del 1952 di Helsinki, senza scendere in campo.